# Fábio William
Fábio William Silva (São Paulo, 9 de novembro de 1965) é um jornalista brasileiro.

## Biografia
Formou-se em jornalismo pela Universidade de Uberaba. Um ano após formado, começou a trabalhar na TV Uberaba, onde ficou por três anos. A primeira aparição na emissora ocorreu numa apresentação ao vivo, improvisada após a ausência da apresentadora titular.
Começou a trabalhar com política ainda na TV Uberaba, onde fazia a cobertura da Prefeitura e da Câmara Municipal. Mais tarde, foi para Brasília, onde trabalhou entre 1989 e 1996 nas TVs Bandeirantes, Apoio e Record. e ainda durante 20 anos trabalhou em emissoras de rádio entre elas estão a Rádio Atividade e a OK FM de Brasília como locutor de programas musicais.
De 1996 até 2023 trabalhou na Rede Globo, onde foi repórter de Política e a partir de dezembro de 2011 foi apresentador e editor-chefe do DFTV 1ª edição., em 2013 passou a fazer parte do rodízio de apresentadores do Jornal Hoje aos sábados.
Deixou de ser editor-chefe do DFTV 1ª edição para exercer a psicologia clínica, em 2012. Continuou na globo apenas como apresentador.
No dia 5 de outubro de 2019, como comemoração aos 50 anos do telejornal, estreou na bancada do Jornal Nacional, representando o Distrito Federal, onde dividiu a bancada com Ellen Ferreira, de Roraima e em Dezembro, foi nomeado como apresentador eventual do JN a partir de 2020.
Em 5 de abril de 2023 é demitido da TV Globo após 27 anos na emissora. O profissional anunciou que poderá preencher toda a agenda com atividades trabalhando como psicólogo. 